# Bhalche
Bhalche – gaun wikas samiti w środkowej części Nepalu w strefie Bagmati w dystrykcie Nuwakot. Według nepalskiego spisu powszechnego z 2001 roku liczył on 693 gospodarstw domowych i 3513 mieszkańców (1764 kobiet i 1749 mężczyzn).